# Anguliphantes ussuricus
Anguliphantes ussuricus là một loài nhện trong họ Linyphiidae.
Loài này thuộc chi Anguliphantes. Anguliphantes ussuricus được Andrei V. Tanasevitch miêu tả năm 1988.